# Santa Rosa (Jalisco)
Santa Rosa es una localidad del estado mexicano de Jalisco. Es parte del municipio de Ixtlahuacán de los Membrillos.

## Toponimia
El nombre «Santa Rosa» hace referencia a la santa patrona de la localidad: Rosa de Lima.

## Demografía
| Gráfica de evolución demográfica |
|                                  |

| Censo | Población |
| ----- | --------- |
| 1900  | 189       |
| 1910  | 329       |
| 1921  | 232       |
| 1930  | 231       |
| 1940  | 222       |
| 1950  | 256       |
| 1960  | 301       |
| 1970  | 446       |
| 1980  | 427       |
| 1990  | 725       |
| 2000  | 995       |
| 2010  | 1 289     |
| 2020  | 1 277     |